# Tad Elliott
Tad Elliott (* 2. Juli 1988 in Durango) ist ein ehemaliger US-amerikanischer Skilangläufer.

## Werdegang
Elliott startete im Januar 2007 erstmals bei der US Super Tour und kam dabei auf den 64. Rang über 10 km klassisch. Bei den Nordischen Junioren-Skiweltmeisterschaften 2007 in Tarvisio belegte er den 64. Platz über 10 km Freistil. Im Januar 2009 errang er bei den U23-Weltmeisterschaften 2009 den 23. Platz im Skiathlon und den 21. Platz über 15 km Freistil. In der Saison 2009/10 kam er bei der US Super Tour dreimal auf den zweiten und einmal auf den ersten Platz und erreichte damit den vierten Platz in der Gesamtwertung. Bei den U23-Weltmeisterschaften 2010 in Hinterzarten errang er den 33. Platz über 15 km klassisch und den 21. Platz im Skiathlon. Im Februar 2010 debütierte er in Canmore im Skilanglauf-Weltcup und belegte dabei den 57. Platz über 15 km Freistil. In der folgenden Saison siegte er bei der US Super Tour dreimal und errang einmal den dritten Platz und erreichte damit den fünften Platz in der Gesamtwertung. Im Januar 2011 gelang ihn bei den U23-Weltmeisterschaften 2011 in Otepää der 33. Platz im Skiathlon und der 19. Rang über 15 km Freistil. Beim Saisonhöhepunkt den Nordischen Skiweltmeisterschaften 2011 in Oslo belegte er den 55. Platz im Skiathlon, den 40. Rang im 50-km-Massenstartrennen und den 14. Platz mit der Staffel. Nach Platz 95 bei der Nordic Opening in Kuusamo zu Beginn der Saison 2011/12, holte er in Davos mit dem 27. Platz über 30 km Freistil seine ersten und einzigen Weltcuppunkte. Im Januar 2012 siegte er bei der US Super Tour und zugleich nationale Meisterschaft in Rumford und belegte in Minneapolis den zweiten Platz jeweils über 15 km Freistil. Zum Saisonende wurde er wie Vorjahr Fünfter in der Gesamtwertung der US Super Tour. In der Saison 2012/13 kam er bei der Nordic Opening in Kuusamo auf den 77. Platz und holte in Canmore mit dem 28. Platz im Skiathlon erneut Weltcuppunkte. Seine besten Resultate bei den Nordischen Skiweltmeisterschaften 2013 im Fleimstal waren der 34. Platz über 15 km Freistil und der zehnte Rang mit der Staffel. Letztmals im Weltcup startete er bei der Ski Tour Canada 2016, die er auf dem 51. Platz beendete. Bei den Nordischen Skiweltmeisterschaften 2017 in Lahti erreichte er den 48. Platz im Skiathlon, den 27. Rang im 50-km-Massenstartrennen und den zehnten Platz mit der Staffel.

## Siege bei Continental-Cup-Rennen
| Nr. | Datum             | Ort              | Disziplin                | Serie         |
| --- | ----------------- | ---------------- | ------------------------ | ------------- |
| 1.  | 14. Februar 2010  | Aspen            | 21 km Freistil Mst.      | US Super Tour |
| 2.  | 26. November 2010 | West Yellowstone | 15 km Freistil           | US Super Tour |
| 3.  | 6. Januar 2011    | Rumford          | 30 km Freistil           | US Super Tour |
| 4.  | 2. April 2011     | Sun Valley       | 6 km Verfolgung Freistil | US Super Tour |
| 5.  | 5. Januar 2012    | Rumford          | 15 km Freistil           | US Super Tour |
| 6.  | 7. Januar 2016    | Houghton         | 30 km Freistil Mst.      | US Super Tour |